# 曰佐村
曰佐村（おさむら）は、福岡県筑紫郡に在った村。旧那珂郡。
1954年10月1日に早良郡田隈村と同時に福岡市に編入されたため廃止され、現在は南区（旧五十川村のうちJR鹿児島本線の東側は博多区）の一部となっている。

## 地理
- 河川：那珂川

## 沿革
- 『和名類聚抄』に曰佐郷の地名が見られる。
- 1889年（明治22年）
  - 4月1日 - 町村制施行に伴い上曰佐村、下曰佐村、横手村、井尻村、警弥郷村、五十川村が合併して那珂郡曰佐村が発足[2]。
  - 12月11日 - 九州鉄道（初代。現・JR鹿児島本線）博多 - 千歳川仮停車場間が開通。村内に駅は設置されなかった。
- 1896年（明治29年）4月1日 - 郡の統合により那珂郡・御笠郡・席田郡が合併して筑紫郡が発足[3]。
- 1924年（大正13年）4月12日 - 九州鉄道（2代目。現・西鉄天神大牟田線）福岡 - 久留米間が開通。井尻駅開業。
- 1942年（昭和17年）
  - 9月19日 - 九州電気軌道が九州鉄道などを合併。
  - 9月22日 - 九州電気軌道が西日本鉄道に改称。井尻駅は同社の大牟田線の駅となる。
- 1943年（昭和18年）1月30日 - 村内警弥郷地区で大火発生。隣接する弥永地区に延焼。警弥郷地区の大半が焼失した[4]。
- 1954年（昭和29年）10月1日 - 早良郡田隈村とともに福岡市に編入される[1][2]。同日曰佐村廃止。
- 1972年（昭和47年）4月1日 - 福岡市が政令指定都市へ移行。旧村域のうち国鉄鹿児島本線の東側は博多区、それ以外は南区の一部となる。

### 地名の由来
『和名類聚抄』によれば、筑前国那珂郡曰佐郷の名が記述されており、写本によっては「乎左（おさ）」または「ヲサ」という読み方も添えられている。

古代においてオサは通訳を司る役職名であるとともに、渡来系の氏族名（曰佐氏）でもあったため、通訳もしくは渡来人に由来するといわれている。

## 地域

### 教育

#### 大学・短期大学
当時は村内に存在せず。

（現在、旧村域内にある福岡女学院大学・香蘭女子短期大学は福岡市に編入後の開校である。）

#### 高等学校
当時は村内に存在せず。

（現在、旧村域内にある福岡女学院高等学校は福岡市に編入後の開校である。）

#### 中学校
- 那珂町・曰佐村・春日町組合立三筑北中学校（那珂町）
- 那珂町・曰佐村・春日町組合立三筑中学校（那珂町）
- 那珂町・曰佐村・春日町組合立三筑南中学校（那珂町。曰佐村廃止と同時期に春日町に移転[5]。）[6]

（現在、旧村域内にある曰佐中学校・横手中学校・宮竹中学校と福岡女学院中学校は福岡市に編入後の開校である。）

#### 小学校
- 曰佐村立曰佐小学校[2]
- 曰佐村立曰佐北小学校[2]

（現在、旧村域内にある弥永小学校・弥永西小学校・高木小学校・横手小学校は福岡市に編入後の開校である。）

#### その他
- しいのみ学園[7]

## 経済

### 産業
農業
『大日本篤農家名鑑』によれば、曰佐村の篤農家は「笹渕潔、藤百五郎、野上百太、清水種次郎」などがいた。
畜産業
村内全域で酪農が盛んであった。

## 交通

### 空港
村内に空港はないため、福岡市の板付飛行場を利用することとなる。

### 鉄道
- 日本国有鉄道
  - 鹿児島本線
    - （設置駅無し）

なお、曰佐村時代には存在していないが、1987年3月9日に竹下（旧那珂町域） - 南福岡駅（旧・雑餉隈駅。同じく旧那珂町域）間に笹原駅が臨時乗降場として開業している。
- 西日本鉄道
  - 大牟田線（現・天神大牟田線）
    - 井尻駅

また、現在は博多南線・九州新幹線が通過するが、当時は未開通。

### 道路
- 主要地方道福岡二日市線

現在は旧村域を福岡都市高速5号線（環状線の一部）、福岡外環状道路（国道202号のバイパス道路）が通過するが、当時は未開通。

## 出身者・ゆかりの人物
- 曻地三郎 - 教育者、教育学者、センテナリアン。北海道釧路市生まれ。1954年[7]より逝去[10]まで井尻地区に居住。日本初の知的障害児通園施設・しいのみ学園を設立、運営した。
- 谷豊 - 盗賊。当村五十川生まれ。「マレーのハリマオ」として知られる。